# Stiftsmühle Bassum
Die Stiftsmühle Bassum in Bassum an der Bremer Straße am Klosterbach war eine Wassermühle, die im 19. Jahrhundert gebaut wurde. Sie wird seit 2002 zur Erzeugung von Strom genutzt und einige Räume durch die Diakonie.
Das Gebäude ist ein Baudenkmal in Bassum.

## Geschichte
In den 1870er-Jahren war die alte Stiftsmühle in Fachwerk baufällig und musste abgerissen werden.

Das zweigeschossige verklinkerte Gebäude mit Satteldach wurde 1881 im Auftrage der Äbtissin von Issendorff von der Hildesheimer Mühlenbaufirma Gebrüder Propfe gebaut. Sie hatte bereits eine moderne Francis-Turbine und kein Wasserrad. Es war möglich, bei guter Auftragslage und viel Wasser im Klosterbach, in 24 Stunden 2,5 Tonnen Mehl oder sechs Tonnen Schrot zu mahlen. 1926 erhielt sie eine neue erhaltene Turbine von Atorf und Propfe aus Paderborn, die in einem am Unterwasser angebauten Turbinenhaus stand. 1962 wurde der Mühlenbetrieb eingestellt.

Bassum erhielt 1998 das eingezogene Staurecht zurück. Die stillgelegte Turbine wurde ab 2001 im Auftrag des Stifts saniert. Seit 2002 erzeugt sie Strom aus Wasserkraft. Das Stift vermietete ab etwa 2010 das Gebäude an den Kirchenkreis Syke/Hoya und das Diakonische Werk nutzt einige Räume.

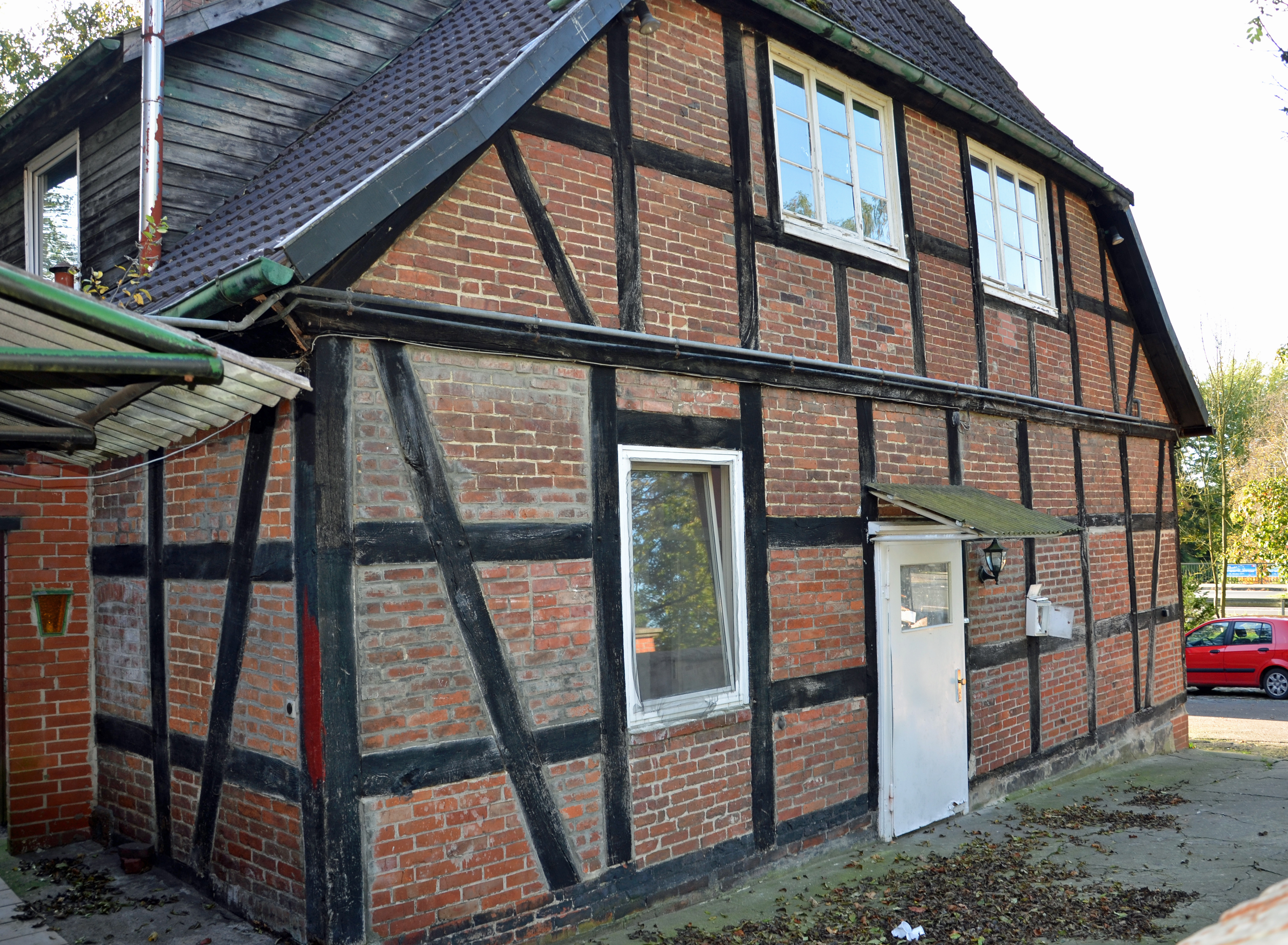
Haus des Stiftsmüller

Daneben steht das denkmalgeschützte Fachwerk-Wohnhaus, das früher der Stiftsmüller bewohnte.
Am Klosterbach gibt es drei Wassermühlen: Die Klostermühle Heiligenrode von 1843, die Mühle Gut Varrel von 1904 und diese Stiftsmühle.